# Эмират Афганистан
Эмират Афганистан (перс. امارت افغانستان‎; пушту د افغانستان امارت‎) — государство на территории современного Афганистана, протекторат Великобритании до 1919 года.
В 1926 году эмиром Амануллой, ставшим королём, эмират преобразован в конституционную монархию Королевство Афганистан.

## История
После очередной англо-афганской войны в 1879 году эмир Якуб-хан подписал договор, согласно которому Афганистан стал протекторатом Великобритании.
Затем эмиром Афганистана стал Абдур-Рахман, до этого укрывавшийся в Российской империи. При Абдур-Рахмане в конце XIX века Великобритания и Россия совместно определили современные границы Афганистана, существующие и поныне.
Эмир Хабибулла был убит на охоте 20 февраля 1919 года.
Аманулла, третий сын эмира Хабибуллы, пришёл к власти после смерти отца. Первым делом он провёл третью англо-афганскую войну 1919 года и по её завершении постепенно добился полной независимости страны от Британской империи.
За десятилетнее правление Аманулла попытался быстро и полностью реформировать Афганистан.
Во внешней политике Аманулла установил дипломатические отношения с Советской Россией в 1919 году, а в 1921 году заключил с ней договор о дружбе, по которому Афганистан получил финансовую, технологическую и военную помощь.
В 1923 году Аманулла издал первую конституцию Афганистана, в которой были закреплены гарантии гражданских прав, изложенные ранее им в декрете. С этого момента страна стала конституционной монархией Королевство Афганистан.